# Robert K. Crane
Robert Kellogg Crane (20 de diciembre de 1919 - 31 de octubre de 2010) fue un bioquímico estadounidense conocido por su descubrimiento del cotransporte de sodio-glucosa.

## Biografía
Crane nació el 20 de diciembre de 1919 en Palmyra, Nueva Jersey, para Wilbur Fiske Crane, Jr., arquitecto e ingeniero, y Mary Elizabeth McHale Crane. Es nieto del hermano de Stephen Crane.
Recibió un BS del Washington College en 1942. Después de servir en la Marina durante la Segunda Guerra Mundial, Crane estudió bioquímica con Eric Ball en Harvard de 1946 a 1949, luego pasó un año con Fritz Albert Lipmann en la Facultad de Medicina de Harvard y recibió un Ph .RE. en Ciencias Médicas en 1950. Luego se unió al Departamento de Química Biológica de Carl Cori en la Facultad de Medicina de la Universidad de Washington en St. Louis, donde comenzó su largo interés en el metabolismo de la glucosa y trabajó hasta 1962. Después de eso, fue profesor y presidente del departamento de Bioquímica en la Escuela de Medicina de Chicago hasta 1966 y luego se convirtió en profesor y presidente del departamento de Fisiología y Biofísica en la Escuela de Medicina Rutgers (ahora conocida como Robert Wood Johnson Medical School) de la Universidad de Medicina y Odontología de Nueva Jersey hasta 1986. Recibió un Sc.D. del Washington College en 1982.

## Descubrimiento del cotransporte
En la década de 1950, Crane desempeñó un papel central al establecer que el transporte de glucosa a la célula era el primer paso en el metabolismo de la glucosa y su control. Demostró que ni el mecanismo de fosforilación-desfosforilación ni otras reacciones covalentes representaban el transporte de glucosa en el intestino.

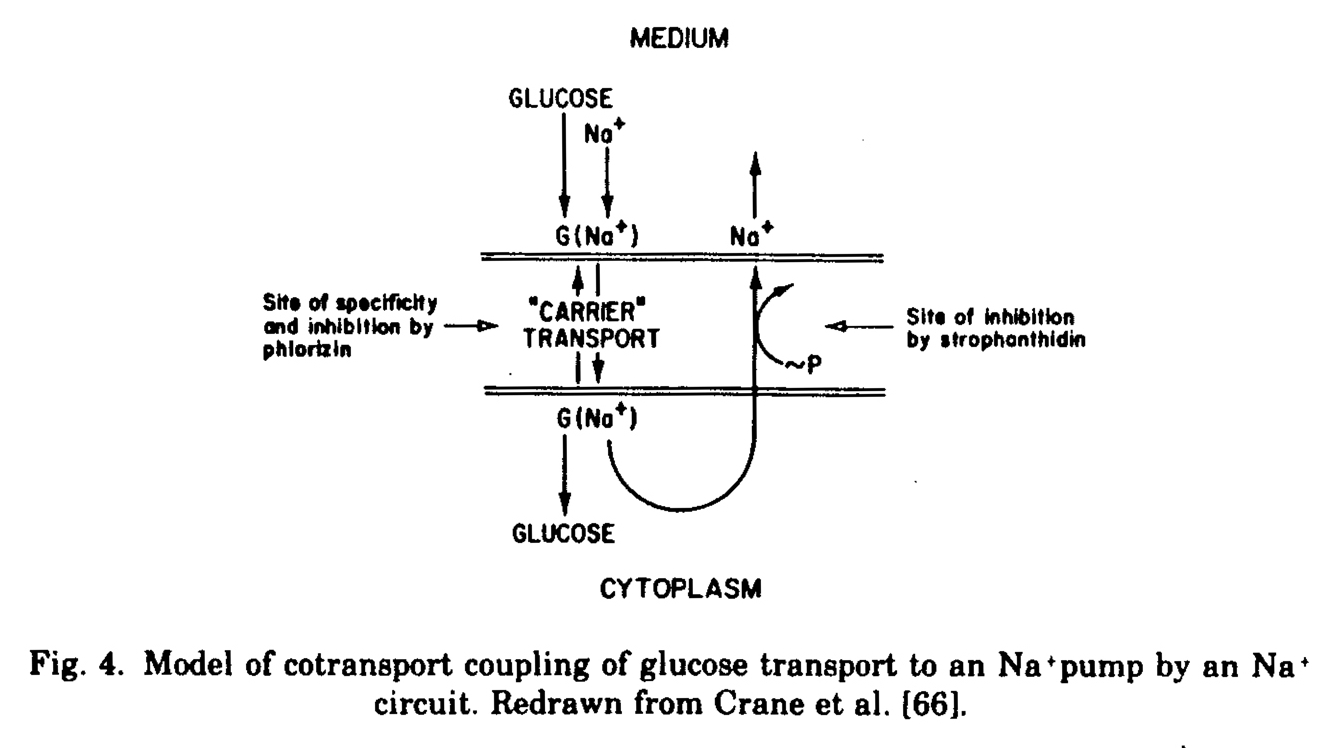
Modelo de acoplamiento de cotransporte del transporte de glucosa a una bomba de Na + por un circuito Na^{+} por una Na^{+} Redibujado de Crane et al.

En agosto de 1960, en Praga, Crane presentó por primera vez su descubrimiento del cotransporte de sodio-glucosa como el mecanismo para la absorción intestinal de la glucosa. El cotransporte fue la primera propuesta de acoplamiento de flujo en biología y fue el evento más importante relacionado con la absorción de carbohidratos en el siglo XX.